# Szczyt NATO w Brukseli 1975
Szczyt NATO w Brukseli 1975 – 3. szczyt NATO zorganizowany w Brukseli 29–30 maja 1975.
3. Szczyt NATO poświęcony był przede wszystkim kryzysom naftowym będącym wynikiem wojny Jom Kipur toczącej się między Izraelem a koalicją Egiptu i Syrii. Sojusz wsparł też negocjacje prowadzone w ramach Konferencji Bezpieczeństwa i Współpracy w Europie.

## Postanowienia szczytu
Tematykę trzeciego szczytu Sojuszu Północnoatlantyckiego zdominował światowy kryzys paliwowy. Kraje arabskie po raz pierwszy użyły ropy naftowej nie tylko jako surowca energetycznego, ale także jako broni politycznego nacisku. W wyniku konfliktu zbrojnego z Izraelem, w ciągu kilku tygodni cena baryłki ropy wzrosła kilkakrotnie, co spowodowało recesję gospodarczą w krajach uprzemysłowionych.
Podsumowaniem szczytu był Komunikat końcowy, w którym przywódcy państw potwierdzili bezpieczeństwo każdego członka Sojuszu i zapewnili o jedności i solidarności państw członkowskich w obliczu kryzysu naftowego. Przypomniano również, że zasadniczym celem NATO jest zapewnienie niezależności i bezpieczeństwa jego członkom oraz umożliwienie stworzenia trwałej struktury pokojowej. Zaznaczono przy tym, że alianci są zdeterminowani stawić czoła wszystkim wyzwaniom, w tym gospodarczym i militarnym, a zbiorowe bezpieczeństwo opiera się na zdolności odstraszania i obrony; jest czynnikiem stabilizującym stosunki międzynarodowe, a także istotnym warunkiem odprężenia i pokoju.
Członkowie NATO uczestniczący w Rokowaniach na temat Wzajemnej Redukcji Sił Zbrojnych, Uzbrojenia i Środków Towarzyszących w Europie Środkowej w Wiedniu podkreślili, że zrozumienie i współpraca wymaga zrównoważonego zmniejszania sił zbrojnych w Europie Środkowej. Na spotkaniu potwierdzono również, że istnieje istotny związek między détente w Europie, a sytuacją związaną z Berlinem. Sojusznicy opowiedzieli się też za współpracą i dialogiem w rozwiązywaniu problemów dotyczących wzrostu populacji, żywności, energii, surowców i środowiska.

Przywódcy państw przypomnieli, że perspektywy dla demokracji wiążą się ze wspólnym dziedzictwem ideałów wolności. Państwa NATO dążą do zwiększenia skuteczności i żywotności swojego członkostwa w Sojuszu, co ma fundamentalne znaczenie dla zachowania wartości, do których są głęboko przywiązane.